# Víctor Paz Estenssoro
Ángel Víctor Paz Estenssoro, född 2 oktober 1907 i Tarija, död 7 juni 2001 i Tarija, var politiker och tidigare president i Bolivia. Han ställde upp i presidentval åtta gånger (1947, 1951, 1960, 1964, 1978, 1979, 1980 och 1985) och vann 1951, 1960, 1964 och 1985.

## Grundandet av MNR och tidiga politiska år (1941–1952)
1941 bildade Víctor Paz Estenssoro, tillsammans med bland andra Hernán Siles Zuazo, revolutionistpartiet MNR (Movimiento Nacionalista Revolucionario) som senare blev ett mittenparti. Paz blev en inflytelserik medlem i överste Gualberto Villarroel ministär (1943–1946), men tvingades ut ur den regeringen efter påtryckningar från Washington. USA var under den perioden inblandade i andra världskriget och misstänkte vissa medlemmar inom MNR:s ledning för profascistiska sympatier. Paz ställde ändå upp i presidentvalet 1947 där han kom på tredje plats. Han ställde upp igen 1951 när MNR överraskande vann trots att lagarna på den tiden begränsade röstningen till en liten utvald skara av befolkningen. Valet underkändes dock av den ultrakonservativa regeringen ledd av Mamerto Urriolagoitia och MNR gick då under jorden.

## Revolutionen 1952
I april 1952 ledde MNR en revolution som stjälpte den konservativa ordning som hade funnits sedan landets grundande. Den nationella revolutionen, som anses som en av de mest långtgående i Latinamerikas historia, ses som den viktigaste enskilda politiska händelsen under 1900-talet i Bolivia. Paz Estenssoro blev den förste presidenten i den nya regeringen, eftersom valresultatet från 1951 gällde och han styrde landet under sin första period mellan 1952 och 1956.

## Den första Paz-regeringen (1952–1956)
Bland de första viktiga strukturella reformerna som infördes av den populära Paz-regeringen var en utökning av den allmänna rösträtten till alla vuxna medborgare, inklusive urbefolkning och analfabeter, förstatligande av de största tenngruvekoncernerna samt en omfattande jordbruksreform. En stor del av militären, som hade tjänat den ekonomiska eliten innan revolutionen, nedrustades och omorganiserades som MNR:s osynliga hand. Militärens medlemmar tvingades att svära sin lojalitet för revolutionen. Tanken var att forma ett hegemoniskt parti med Mexikos Partido Revolucionario Institucional (PRI) som förebild.

## Paz tillfälliga avgång och polarisering av MNR (1956–1960)
Paz tilläts inte att ställa upp i det följande valet. Hernán Siles Zuazo valdes och satt som president mellan 1956 och 1960. Under Siles administration började MNR att polariseras och splittras med en konservativ kant ledd av Walter Guevara Arze och en vänstergrupp med starka krav ledd av den karismatiske fackföreningsledaren Juan Lechín Oquendo. För att hindra splittringen av partiet återvände Paz från London, där han arbetade som boliviansk ambassadör, och ställde upp för återval 1960 då han fick en stor majoritet av rösterna. Hans val av vicepresident var den svårbemästrade Lechín, vilket var ett beslut som föranledde Guevara Arzes avhopp från MNR, då han kände sig åsidosatt.

## Andra och tredje Pazregeringarna, 1960–1964
Den andra Pazadministrationen präglades av våld, meningsskiljaktigheter och fortsatt splittrat ledarskap. Under denna period togs det kontroversiella beslutet att avväpna arbetarnas milis som hade slagits under revolutionen och där de flesta hade fått behålla sina vapen sedan dess. De hade varit en användbar motvikt mot konservativa och militära krafter, men hade 1960 övergått till sympatier för den caudilloliknande vänsterinriktade militanten, vicepresident Lechín. Lechín var en övertygad marxist som opponerade sig mot avväpning av milisen och omorganisation av den traditionella militären samt krävde ett återhållande av långtgående reformer, där han hade egna ambitioner. Paz höll inte med Lechín och fortsatte med den politik som Siles hade påbörjat, med en ökad tilltro till de nya beväpnade styrkorna. Detta orsakade den definitiva sprickan och Lechín sparkades från partiet innan valet 1964.
Med en ökad oförmåga att kontrollera händelserna och med insikten om att han var den ende som kunde hålla samman MNR, beslutade Paz 1964 att förändra konstitutionen så att han själv skulle kunna ställa upp till återval. Tidigare hade sådana försök, kallade "prorroguismo", stark fördömts av den bolivianska politiska eliten som hade väntat i flera år på sin tur att få inta presidentpalatset. Detta var inget undantag och det skulle visa sig bli Paz stora misstag. För att visa sin dragning åt högerkanten, valde han den karismatiske kommendören över det bolivianska flygvapnet, general René Barrientos, som sin vicepresident under valperioden. Paz ökade tilltro till de beväpnade styrkorna var till viss del influerade av Washingtons ständiga krav på att återinrätta och utrusta militären för att slå ner eventuella Kubainfluerade kommunistiska uppror. Paz hade dock inte noterat den djupa förbittring som fanns hos de utåt lojala kommendörerna inom den nya revolutionära militären, mot MNR:s manipulering av de beväpnade styrkorna för politiska syften.

## Statskuppen 1964 och exil
4 november 1964 störtades MNR-regeringen i en militärkupp ledd av vicepresident René Barrientos och armékommendören Alfredo Ovando Candía. Paz flydde i en lång exil utomlands bitter över Barrientos svek och besviken över att revolutionen hade tagit en sådan vändning. Det dröjde till 1982, med några få korta undantag, innan det militära styret upphörde. Vid den tiden hade Paz och Siles splittrats, då Siles sympatiserade med en mer vänsterinriktad politik. Guevara sympatiserade med Barrientos och ingick i hans administration. 1969 avled Barrientos och nya populistiska militärregeringar med progressiv inriktning hade makten i Bolivia 1971-1972.

## Stöd för Banzer och minskade sympatier (1971–1978)
När överdrifterna hos den vänsterinriktade Torres militärregering (1970-1971) blev ohållbara för den större delen av den civila mitteneliten och konservativa, tog general Hugo Banzer makten med fullt stöd från det största politiska partiet i landet, Paz Estenssoros MNR. Även detta var ett drag som skulle bli kostsamt för Paz och hans parti under de kommande åren, framför allt i de framtida valen. Paz hade fått intrycket att Banzer skulle styra landet under endast ett par år och därefter utlysa val, som Paz räknade med att han skulle vinna. Inget av detta inträffade. Istället bröt Banzer med MNR, skickade Paz i exil och fortsatte att styra landet fram till 1978 med stöd endast från militären.

## Tumult 1978–1985
Medan Paz Estenssoro hade förstört sin image genom att associera sig med Banzers diktatur, drog sig Siles Zuazo stadigt mot vänsterkanten och fick anhängare på Paz bekostnad. När till slut val utlystes 1978, var det tydligt att Siles vann det och Paz kom på tredje plats. Valet annullerades dock då det hade förekommit oegentligheter. Detta var ett stort nederlag jämfört med de resultat som MNR hade uppnått under 1950- och 1960-talet. Nya val utlystes 1979, även då med Siles som segrare men då kom Paz på andra plats. Valresultatet visade sig åter igen inte kunna räknas eftersom ingen av kandidaterna hade fått fler än 50 procent av rösterna, vilket krävdes enligt konstitutionen. Valet fick istället avgöras av kongressen som inte kunde enas om någon av kandidaterna utan tillsatte istället ordföranden i senaten, Walter Guevara Arze, som provisorisk president med villkor att han tvingades att utlysa nyval 1980. Dessa val bekräftade Siles seger och Paz andraplats, men militären ingrep och vägrade att tillsätta den vänsterinriktade Siles som president. General Luis García Meza tog makten i en blodig statskupp 17 juli 1980 och Paz flydde åter igen i exil. 1982 lämnade militären slutligen regeringspalatset Palacio Quemado och erkände valresultatet från 1980, vilket gjorde Siles till president.
Paz MNR kritiserade Siles på alla områden eftersom hans administration hade försatt landets ekonomi i en galopperande hyperinflation. Detta var Bolivias allvarligaste ekonomiska kris i historien och orsakades till stor del av sjunkande internationella tennpriser och en latinamerikansk skuldkris. Den allvarliga situationen gjorde att kongressen tvingade Siles att utlysa val 1985. Paz förlorade valet åter igen, denna gång mot den tidigare diktatorn Banzer, men tillsattes ändå som president av kongressen eftersom inget av partierna hade fått fler än 50 procent av rösterna.

## Paz fjärde och sista presidentperiod (1985–1989)
Paz påbörjade sin fjärde och sista presidentperiod 1985. Den ekonomiska situationen var fortfarande svår men Paz engagerade sig för att förbättra den. Genom det så kallade 21060-dekretet infördes viktiga reformer ägnade att bromsa den galopperande hyperinflationen, fackföreningarna undertrycktes och 30 000 statligt anställda gruvarbetare fick lämna sina jobb. Den hårda politiken, som till stor del verkställdes av planeringsministern Gonzalo Sánchez de Lozada, kom att kallas för "den nya ekonomiska politiken" (NEP). Det skedde en omvandling av den ekonomiska politiken till en neoliberal privatiseringsinriktning. Bolivia förblev dock det fattigaste landet i Sydamerika och på grund av den liberala politiken växte antineoliberala krafter fram som ledde till valet av socialisten Evo Morales som president 2005.
Paz Estenssoro avslutade sin presidentperiod och drog sig tillbaka från politiken 1989. Han avled 2001 som sitt lands enskilt mest inflytelserika politiska person under 1900-talet.